# نادي يونيفرسيتاريو
يونيفرسيتاريو دي ديبورتيس (Club Universitario de Deportes) هو نادي كرة قدم في بيرو يقع في ليما تأسس النادي عام 1924 تحت اسم Federación Universitaria من قبل طلاب جامعة سان ماركوس الوطنية، لكنه اضطر إلى إعادة تسميته في عام 1931.

## الألقاب الرسمية

### الألقاب المحلية
- الفائز: 26 (عنوان الوطنية)

1929 ، 1934 ، 1939 ، 1941 ، 1945 ، 1946 ، 1949 ، 1959 ، 1960 ، 1964 ، 1966 ، 1967 ، 1969 ، 1971 ، 1974 ، 1982 ، 1985 ، 1987 ، 1990 ، 1992 ، 1993 ، 1998 ، 1999 ، 2000 , 2009 ، 2013

## وصلات خارجي
- موقع النادي الرسمي
- نشيد النادي على يوتيوب